# Aleksandar Atanacković
Aleksandar Atanacković (srbskou cyrilicí Александар Атанацковић; 29. dubna 1920 – 12. března 2005) byl srbsko-jugoslávský fotbalista, člen jugoslávské fotbalové reprezentace na Letních olympijských hrách 1948 a Mistrovství světa ve fotbale 1950. Později se stal trenérem. Jeho křestní jméno bylo také psáno jako Aleksa.